# Hesbom
Hesbom, identificado com a atual Tel Hisbã, era uma cidade em ruínas, situada a uns 20 km a sudoeste de Rabá (ou Amã). Fica quase a meio caminho entre o Arnom e o Jaboque. Ainda não se encontraram ali restos arqueológicos que remontassem ao período cananeu. Um grande reservatório em ruínas fica a curta distância ao leste de Hesbom, e a uns 180 m abaixo da cidade, encontra-se uma fonte que produziu uma sequência de tanques.

## História
Seom, o rei dos amorreus, capturou Hesbom dos moabitas e fez dela sua residência real. A derrota dos moabitas até mesmo forneceu a base para um dito zombeteiro, de origem quer amorreia, quer israelita. Caso este dito se tenha originado dos amorreus, escarnecia os moabitas e comemorava a vitória de Seom. Mas, se foi originado pelos israelitas, indicava que, assim como Seom arrebatara Hesbom dos moabitas, assim Israel tomaria esta cidade e outras dos amorreus. A zombaria seria então no sentido de que a vitória de Seom preparou o caminho para os israelitas tomarem posse da terra, à qual de outro modo não teriam direito.
Quando o Seom se negou a deixar os israelitas, sob Moisés, atravessar pacificamente a sua terra, e, em vez disso, preparou-se para combatê-los, Jeová deu ao seu povo a vitória sobre Seom. As cidades amorreias, sem dúvida incluindo Hesbom, foram devotadas à destruição. Depois disso, os rubenitas reconstruíram Hesbom, sendo ela incluída entre as cidades que Moisés lhes deu. Como cidade fronteiriça entre Rubem e Gade, Hesbom tornou-se mais tarde parte do território de Gade e é citada como uma das quatro cidades gaditas designadas aos levitas.
Num período posterior, Hesbom evidentemente passou a estar sob controle moabita, conforme é indicado tanto por Isaías como por Jeremias a mencionarem nas suas pronúncias de ruína contra Moabe. Jeremias também se refere a esta cidade numa pronúncia contra Amom. Alguns comentadores entendem que isto indica que Hesbom havia então passado para mãos amonitas. Outros sugerem que isto talvez signifique que Hesbom, de Moabe, também sofreria a mesma sorte que Ai, ou que se falava duma Hesbom diferente, no território de Amom.
Segundo o historiador judeu Josefo, Hesbom estava nas mãos dos judeus na época de Alexandre Janeu (103-76 AEC). Mais tarde, Herodes, o Grande, teve jurisdição sobre essa cidade.